# Journey with the Lonely
Journey with the Lonely est un album de Lil' Louis sorti en 1992, publié sous le nom Lil' Louis & The World.

## Titres
| No  | Titre                                           | Chant          | Durée |
| --- | ----------------------------------------------- | -------------- | ----- |
| 1.  | Club Lonely                                     | Joi Cardwell   | 8:02  |
| 2.  | New Dance Beat (Remixé par les Masters At Work) |                | 5:24  |
| 3.  | Saved My Life                                   | Joi Cardwell   | 4:25  |
| 4.  | Aahhhh!                                         |                | 4:09  |
| 5.  | Do U Love Me                                    | Joi Cardwell   | 5:19  |
| 6.  | You're My Reason                                |                | 3:59  |
| 7.  | Dancing In My Sleep                             | Joi Cardwell   | 3:20  |
| 8.  | Funny How U Luv                                 | Barbara Tucker | 3:22  |
| 9.  | Thief                                           |                | 3:02  |
| 10. | Share                                           |                | 4:42  |